# Wir sind alle wie eins
Wir sind alle wie eins é o décimo quarto single da banda alemã Unheilig. Foi lançado em 14 de março de 2014, sendo o segundo do álbum de coletânea "Alles hat seine Zeit - Best of Unheilig 1999-2014", tanto o álbum quanto este single foram lançados no mesmo dia. 

## Lista de faixas
| N.º | Título                                   | Duração |  |
| 1.  | "Wir sind alle wie eins"                 | 3:00    |  |
| 2.  | "Wir sind alle wie eins" (Piano Version) | 3:24    |  |

## Posição nas paradas
| Paradas  | Posição |
| -------- | ------- |
| Alemanha | 29      |

## Créditos
- Der Graf - Vocais/Composição/Letras
- Henning Verlage - Teclados/Programação
- Christopher "Licky" Termühlen - Guitarra
- Martin "Potti" Potthoff - Bateria/Percussão
- Roland Spremberg - Produção